# Marina d'Almeida Massougbodji
Marina d'Almeida Massougbodji est une femme politique béninoise. Cardiologue de formation et professeur agrégée, elle est la première femme cardiologue d'Afrique de l'Ouest francophone.

## Biographie
Marina d'Almeida Massougbodji est née le 9 octobre 1946 à Lomé. En 1996, elle est la seule femme membre du gouvernement du général Mathieu Kérékou. Elle est à ce moment, ministre de la Santé, de la Protection sociale et de la Condition féminine. Lors du remaniement ministériel de 1998, elle conserve son poste de ministre de la Santé,,, mais le volet de la protection sociale et de la condition féminine est confié à Ramatou Baba Moussa,, l'une des deux autres femmes à rejoindre le gouvernement, portant le ratio à trois.